# تشارلز إي. برات
تشارلز إي. برات (بالإنجليزية: Charles E. Pratt)‏ هو كاتب أغاني أمريكي، ولد في 1841، وتوفي في 1902.

## وصلات خارجية
- تشارلز إي. برات على موقع ميوزك برينز (الإنجليزية)
- تشارلز إي. برات على موقع ديسكوغز (الإنجليزية)